# Aulendorf
Aulendorf (pronunciación en alemán: /ˈaʊ̯lənˌdɔʁf/ⓘ) es una localidad del Distrito de Ravensburg en Baden-Wurtemberg, Alemania. 

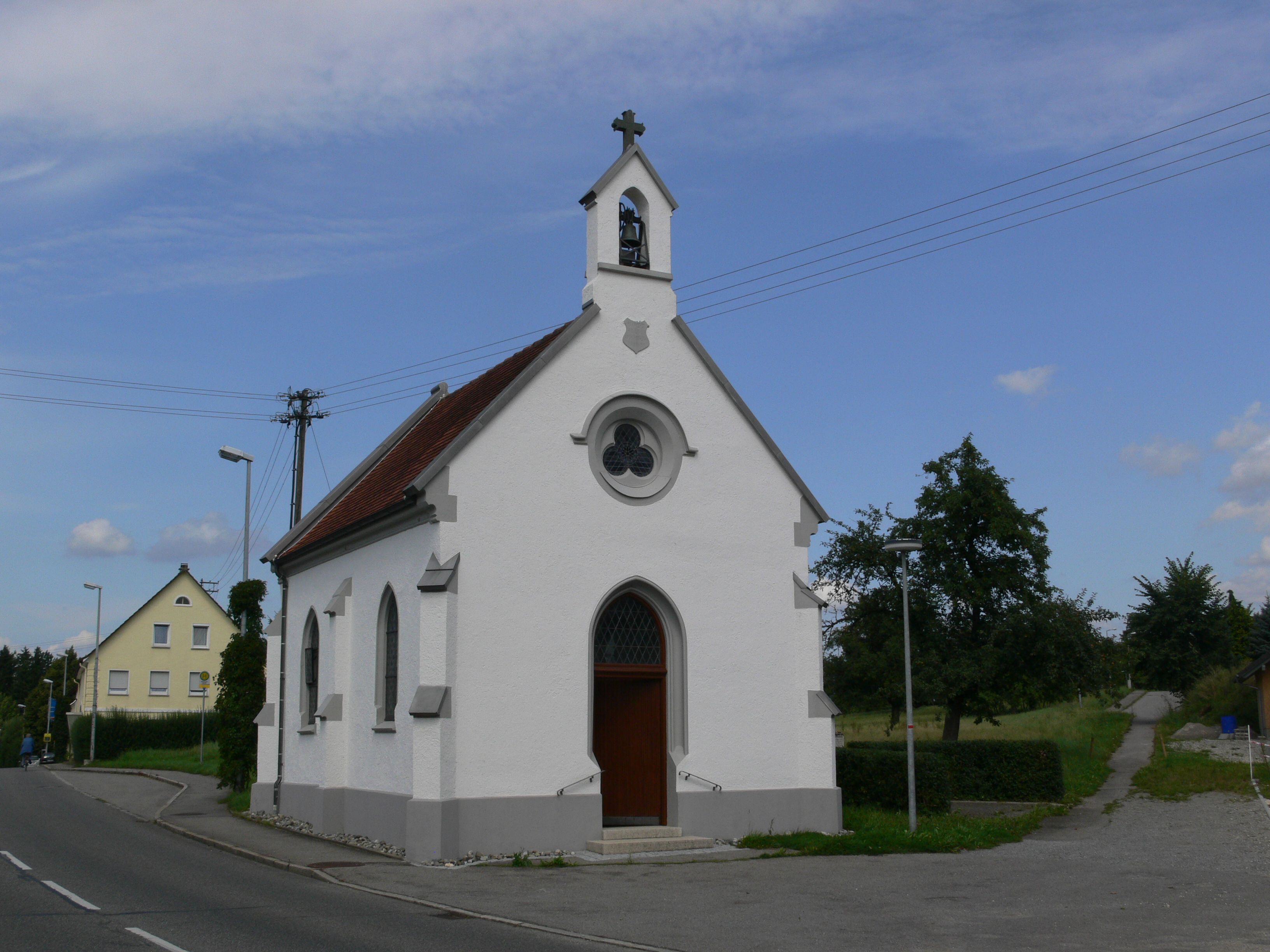
Capilla de San Jorge